# Melanogrammus aeglefinus
El eglefino (Melanogrammus aeglefinus), abadejo, o anón es una especie de pez gadiforme de la familia Gadidae. Se encuentra en ambas partes de la costa del océano Atlántico. Se trata de un pez principalmente empleado para la alimentación humana y es ampliamente  comercializado.

## Descripción
Su característica más notable es su línea lateral negra a ambos lados. Es un pez similar al bacalao y que no debe confundirse con el abadejo. Se puede encontrar la mayoría de las veces a profundidades entre los 40 y los 133 m, pudiendo llegar a los 300 m, los ejemplares más jóvenes prefieren las aguas superficiales mientras que los viejos, las más profundas. Suelen tener un hábitat con temperaturas entre los 2 y los 10 °C. Se alimentan principalmente de pequeños invertebrados aunque los ejemplares más grandes puedan alimentarse ocasionalmente de otros peces.
El eglefino tiene la forma corporal alargada y ahusada típica de los miembros de la familia del bacalao. Tiene una boca relativamente pequeña que no se extiende hasta debajo del ojo; siendo el perfil inferior de la cara recto y el perfil superior ligeramente redondeado, esto le da a su hocico un característico perfil en forma de cuña. La mandíbula superior se proyecta más allá de la inferior más que en el bacalao del Atlántico. Hay una barbilla bastante pequeña en el mentón.  Hay tres aletas dorsales, la primera de forma triangular y estas aletas dorsales tienen 14 a 17 radios en la primera, 20 a 24 en la segunda y 19 a 22 en la tercera. También hay dos aletas anales.y en estos hay de 21 a 25 radios de aleta en el primero y de 20 a 24 radios de aleta en el segundo. Las aletas anal y dorsal están todas separadas entre sí. Las aletas pélvicas son pequeñas con un primer radio de aleta alargado.
La parte superior del cuerpo del eglefino varía en color desde marrón gris oscuro hasta casi negro, mientras que la parte inferior del cuerpo es de un blanco plateado opaco. Tiene una línea lateral negra distintiva que contrasta con el color de fondo blanquecino y que se curva ligeramente sobre las aletas pectorales. También tiene una mancha negra ovalada distintiva o 'huella digital', a veces llamada "huella digital del diablo",  que se encuentra entre la línea lateral y la aleta pectoral, una característica que lleva al nombre del género Melanogrammus que deriva del griego "melanos" que significa "negro" y "gramma" que significa letra o señal. Las aletas dorsal, pectoral y caudal son de color gris oscuro, mientras que las aletas anales son pálidas que combinan con el color de los lados plateados, con motas negras en sus bases. Las aletas pélvicas son blancas con una cantidad variable de puntos negros. Ocasionalmente, se registran variantes de colores diferentes que pueden estar barradas, doradas en la espalda o sin la mancha oscura del hombro.
El eglefino más largo registrado tenía 94 centímetros (37 pulgadas) de largo y pesaba 11 kilogramos (24 libras). Sin embargo, el eglefino rara vez mide más de 80 cm ( 31+1 ⁄ 2 pulgada ) de largo y la gran mayoría de los eglefinos capturados en el Reino Unido miden entre30 y 70 cm (12 y 27+1 ⁄ 2  pulgada).  En las aguas del este de Canadá, el eglefino varía en tamaño de 38 a 69 cm (15 a 27 pulgadas) de largo y de 0,9 a 1,8 kg (2 lb 0 oz a 3 lb 15 oz) de peso.

## Hábitat y biología

Aletas, barbo y línea lateral en un eglefino. El eglefino tiene tres aletas dorsales y dos aletas anales.

El eglefino es una especie demersal que ocurre a profundidades de 10 a 450 m (33 a 1,500 pies; 5,5 a 250 brazas), aunque se registra con mayor frecuencia a 80 a 200 m (300 a 700 pies; 40 a 100 brazas). Se encuentra sobre sustratos de roca, arena, grava o conchas y prefiere temperaturas entre 4 y 10 °C (39 y 50 °F). Frente a Islandia y en e lmar de Barents, el eglefino experimenta migraciones extensas, pero en el Atlántico noroccidental sus movimientos son más restringidos y consisten en movimientos hacia y desde sus áreas de desove. Alcanzan la madurez sexual a los 4 años en los machos y a los 5 años en las hembras, a excepción de la población del Mar del Norte que madura a los 2 años en los machos y a los 3 años en las hembras. La proporción general de sexos es de aproximadamente 1:1, pero en las zonas menos profundas predominan las hembras, mientras que los machos prefieren las aguas más alejadas de la costa.
La fecundidad de las hembras varía con el tamaño: un pez de 25 cm (10 pulgadas) de longitud tiene 55.000 huevos, mientras que un pez de 91 cm (36 pulgadas) tiene 1.841.000 huevos. El desove tiene lugar desde profundidades de alrededor de 50 a 150 m (200 a 500 pies; 30 a 80 brazas). En el Atlántico noroccidental el desove dura de enero a julio, aunque no ocurre simultáneamente en todas las áreas, y en el Atlántico nororiental la temporada de desove va de febrero a junio, alcanzando su punto máximo en marzo y abril. Los huevos son pelágicos con un diámetro de 1,2 a 1,7 milímetros ( 3 ⁄ 64 a 9 ⁄ 128 in), y tardan de una a tres semanas en eclosionar. Después de la metamorfosis, los peces larvarios pasados permanecen pelágicos hasta que alcanzan una longitud de alrededor de 7 cm (3 pulgadas), cuando se establecen en un hábito demersal.  Su tasa de crecimiento muestra una variación regional considerable y los peces de un año pueden medir de 17 a 19 cm ( 6+1 ⁄ 2 a 7+1 ⁄ 2  in), a los 2 años 25 a 36 cm (10 a 14 in), hasta75 a 82 cm ( 29+1 ⁄ 2 hasta 32+1 ⁄ 2  in) a los 13 años. Su vida útil ronda los 14 años. Las zonas de desove más importantes se encuentran en las aguas frente a la costa central de Noruega, frente al suroeste de Islandia y sobre el banco Georges. Los peces que desovan en las aguas costeras son normalmente peces más pequeños y más jóvenes que los que se encuentran en las zonas costeras. Los peces más jóvenes tienen una temporada de desove que es menos de la mitad de la de las poblaciones mayores y mayores en alta mar. Una vez que nacen, las larvas no parecen viajar lejos de sus lugares de desove; sin embargo, algunas larvas que desovan frente a la costa oeste de Escocia son transportadas al Mar del Norte a través delFair Isle - Shetland Gap o al noreste de Shetland.
En sus estadios larvarios, el eglefino se alimenta principalmente de los estadios inmaduros de los copépodos y las postlarvas pelágicas de hasta 3 a 10 cm (1 a 4 pulgadas) de largo que se alimentan de krill, larváceos, larvas de decápodos, copépodos y peces pequeños. Una vez que han alcanzado la etapa poslarval, demersal y asentada, los invertebrados bentónicos se vuelven cada vez más importantes, aunque todavía se alimentan de organismos pelágicos como el krill; sin embargo, los invertebrados bentónicos forman una parte cada vez mayor de su dieta a medida que crecen. Los adultos se alimentan de peces como anguilas de arena, Trisopterus esmarkii, Hippoglossoides platesoides, gobios, espadín europeo, y arenque atlántico, así como capelán, merluza plateada, anguilas americanas y argentinas. Cuando se toman muestras del contenido estomacal de varios peces capturados al mismo tiempo, la mayoría de los estómagos contienen presas similares, lo que sugiere que los eglefinos se alimentan en cardúmenes.  Los mariscos, erizos de mar, estrellas de mar y gusanos también son presas importantes, especialmente en el invierno. El eglefino juvenil es una presa importante para los peces demersales más grandes, incluidos otros gadoides, mientras que las focas se alimentan de los peces más grandes.
Las tasas de crecimiento registradas del eglefino experimentaron cambios significativos durante los 30 a 40 años hasta 2011. El crecimiento ha sido más rápido en los últimos años, y el eglefino alcanzó el tamaño adulto mucho antes de lo que se observó hace 30-40 años. Sin embargo, se desconoce el grado en que estos peces más grandes y jóvenes contribuyen al éxito reproductivo de la población. Sin embargo, las tasas de crecimiento del eglefino se han ralentizado en los últimos años. Hay algunas pruebas que indican que estas tasas de crecimiento más lentas pueden ser el resultado de una clase anual excepcionalmente grande en 2003. La población de eglefino tiene periódicamente una productividad superior a la normal; por ejemplo en 1962 y 1967, y en menor medida, 1974 y 1999. Esto da como resultado una distribución más al sur de los peces y tiene un fuerte efecto sobre la biomasa de la población reproductora, pero debido a la alta mortalidad por pesca, estos avivamientos no no tener ningún efecto duradero en la población. En general, hubo un reclutamiento superior al promedio desde la década de 1960 hasta principios de la de 1980, similar al reclutamiento del bacalao del Atlántico y la merlán , esto se ha llamado el estallido de gadoides . Hubo un fuerte reclutamiento en 1999, pero desde entonces, la tasa de reclutamiento ha sido muy baja.

## Taxonomía y etimología
El eglefino fue formalmente descrito como  Gadus aeglefinus  en 1758 por Carolus Linnaeus en la décima edición del volumen uno de su  Systema naturae  con un  tipo de localización dado como "mares europeos". En 1862 Theodore Nicholas Gill creó el género  Melanogrammus  con  M. aeglefinus  como única especie. El nombre genérico  Melanogrammus  significa "línea negra", una referencia a la línea lateral negra de esta especie. El nombre específico es una latinización de los nombres vernáculos “Egrefin” y “Eglefin”, utilizados en Francia e Inglaterra.

## Gastronomía

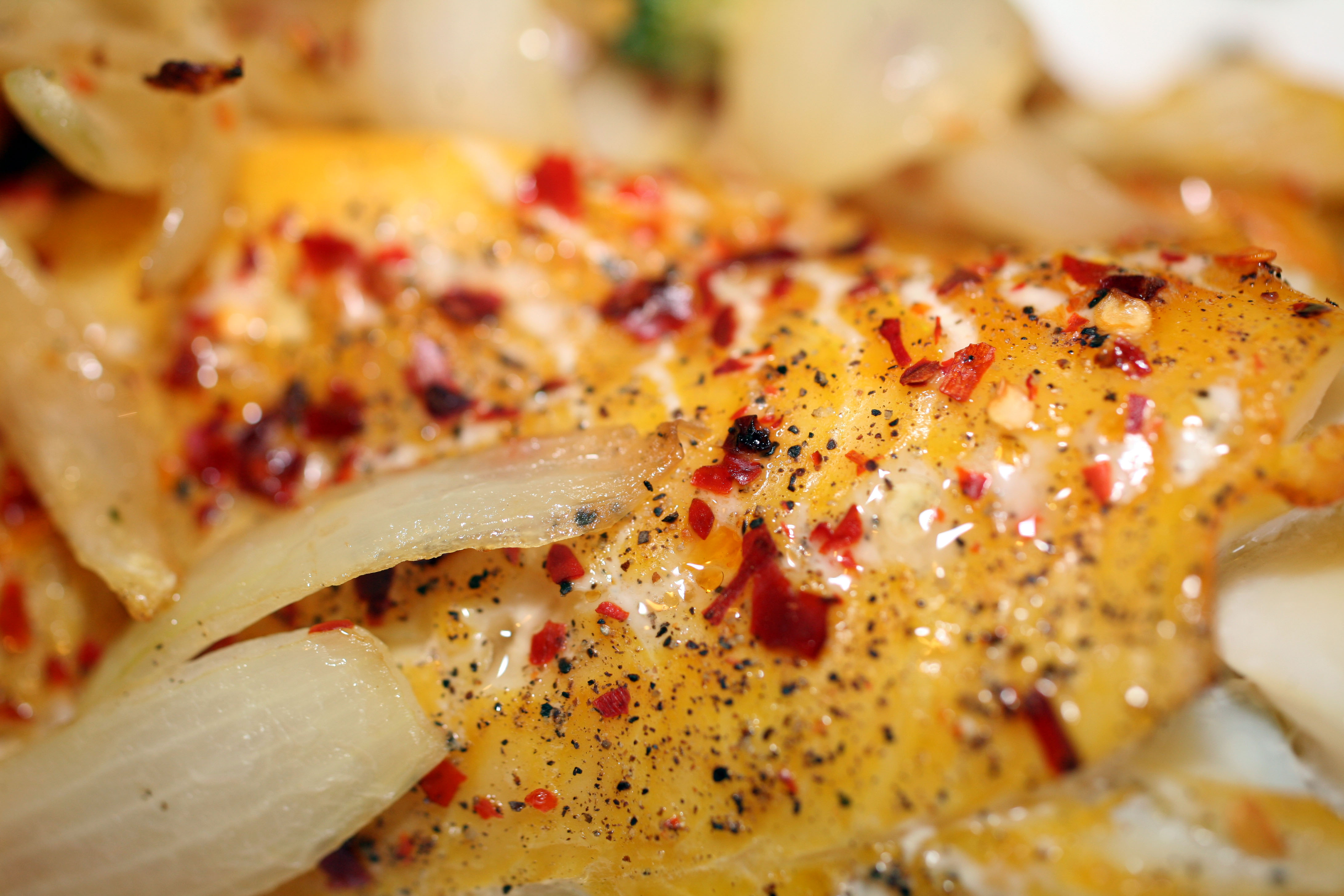
Eglefino ahumado con cebolla y pimiento rojo.

El eglefino es muy popular en el norte de Europa, en las gastronomías de Escocia e Islandia. Se consume también habitualmente en Francia, donde se le conoce como aiglefin, églefin, ânon o haddock (en este último caso, cuando está ahumado). En Gran Bretaña se le llama haddock, y suele verse comercializado de diferentes formas: fresco, ahumado, congelado, seco o en conserva. Es también en Gran Bretaña donde este pescado forma parte del plato conocido como kedgeree. También en Gran Bretaña es donde el bacalao y el eglefino son los pescados más utilizados a la hora de preparar el popular plato de pescado rebozado con patatas fritas (el fish and chips).
En Francia, cuando se ahúma el eglefino, se suele llamar por su nombre inglés de haddock. Posteriormente los filetes se colorean tradicionalmente con colorante annato  (E160b), lo que les confiere un color naranja intenso  pero, ms recientemente desde 2018, algunos comercios lo comercializan sin colorear.
En Niza, los marineros escandinavos introdujeron el eglefino con el nombre de stickfish porque se secaba en palos de madera. Los habitantes de Niza lo llamaron "estocafic" e inventaron uno de los platos más populares de la comarca, con el nombre de "Estocafic" o "estocaficada". Según el una vez alcalde de Niza y político Jacques Médecin en su libro La Bonne Cuisine du comté de Nice, era un plato apreciado por Paul Valéry y Jules Romains entre otros.

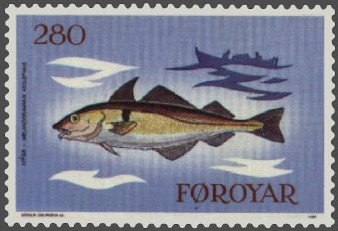
un sello de las Islas Feroe con una imagen del eglefino.